# Reator ABV
Reator ABV é um projeto de reator de água pressurizada sendo desenvolvido pela OKBM Afrikantov, projetado para produzir uma potência de 3 a 10 MWe, de acordo com as suas variantes (ABV-3, ABV-6 e ABV-6M).